# 공중 부양

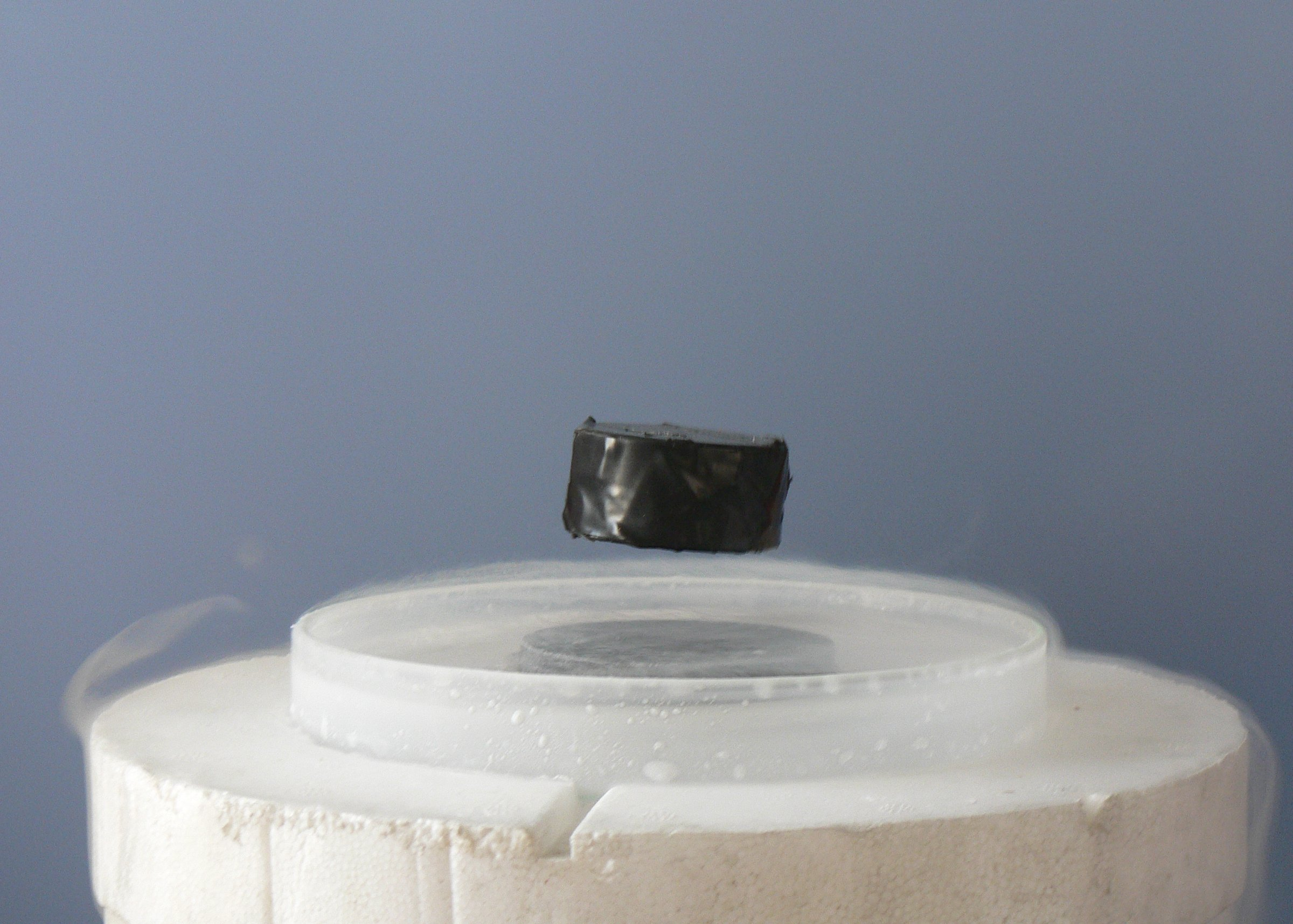
초전도체 위에 떠있는 자석.

공중부양(空中浮揚, 영어: levitation)은 중력에 대항하여 안정된 위치내에 물리적인 접촉점이 없이 공중에 떠있는 과정을 말한다. 초전도체 위에 영구자석이 떠있는 마이스너 효과가 유명하다. 대한민국의 대표적인 것으로는 자기부상열차가 있다.

## 종류
- 자기 공중부양
- 정전기 공중부양
- 공압 공중부양
- 음파 공중부양
- 광 공중부양

## 같이 보기
- 반중력
- 축지법
- 허경영